# Rauvolfia letouzeyi
Rauvolfia letouzeyi är en oleanderväxtart som beskrevs av A.J.M. Leeuwenberg. Rauvolfia letouzeyi ingår i släktet Rauvolfia och familjen oleanderväxter. Inga underarter finns listade i Catalogue of Life.